# Daniel Elena
 (septembre 2024).
Si vous disposez d'ouvrages ou d'articles de référence ou si vous connaissez des sites web de qualité traitant du thème abordé ici, merci de compléter l'article en donnant les références utiles à sa vérifiabilité et en les liant à la section « Notes et références ».
Daniel Elena, né le 26 octobre 1972 à Monaco, est un copilote de rallye monégasque, qui a fait équipe avec Sébastien Loeb pendant la totalité de sa carrière. Avec 79 victoires et 9 titres, Daniel Elena est le copilote le plus titré de l'histoire du championnat du monde des rallyes. 

## Biographie
Né à Monaco, d'une mère Espagnole - de Galice - et d'un père Monégasque, il grandit dans la principauté jusqu'à ses 25 ans. 
Il fait ses débuts en rallyes en 1992 au Rallye de la Bauxite. Plusieurs années après, en 1997, il est présent dans l'équipe Rallye Jeune en tant que copilote d'Hervé Bernard.  
Il est pour la première fois copilote de Sébastien Loeb en 1998 au Rallye National Épernay Vins de Champagne. Lors du rallye Val d'Agout, Daniel Elena et Sébastien Loeb terminent deux fois premiers en 1998 et 1999, sur Saxo Kit-Car. 
Depuis 1998, les deux hommes ne se sont plus jamais séparés jusqu'à la retraite de Daniel Elena. En 2004, 2005 et 2006, ils sont champions du monde WRC avec la Citroën Xsara WRC, puis avec la Citroën C4 WRC en 2007, 2008, 2009 et 2010. En 2011 et 2012, ils sont de nouveau champions avec la Citroën DS3 WRC. 
En fin de saison, il dispute occasionnellement le Rallye du Var en tant que pilote : il a terminé 54e de l'édition 2009 au volant d'une Citroën C2. Il a disputé une seule fois une manche en WRC comme pilote, lors du Rallye Monte-Carlo 1998 avec pour copilote  Olivier Campana; en 2011 c'est dans le cadre de l'IRC qu'il récidive.  
En 2015, il rejoint Peugeot Sport avec Sébastien Loeb, et ensemble ils participent à leur premier rallye-raid au Maroc avec une Peugeot 2008 DKR en préparation du Dakar 2016. 
Avec 79 victoires et 9 titres, Daniel Elena est le copilote le plus titré de l'histoire du championnat du monde. Il présente aussi la particularité d'être le seul étranger élu champion des champions français par le journal L'Équipe, à deux reprises en 2007 et 2009.

## Vie privée
Daniel Elena est marié à Anaïs Elena, copilote et fondatrice de la société PM Racing et PM Store, qu'ils co-gèrent ensemble à la suite de sa retraite sportive.
Ils ont une fille, Joy, née le 9 octobre 2020.
Il a deux autres filles d'un précédent mariage, Romane et Dorine.
Il est le frère d'Éric Elena, ex-conseiller national de Monaco.

## Actions caritatives
Daniel Elena est membre du club des Champions de la Paix, un collectif de plus de 110 athlètes de haut niveau créé par Peace and Sport, organisation internationale basée à Monaco et œuvrant pour la construction d'une paix durable grâce au sport. En 2014, il participe à la Marche pour les Droits de l'enfant à Monaco.

## Galerie photos

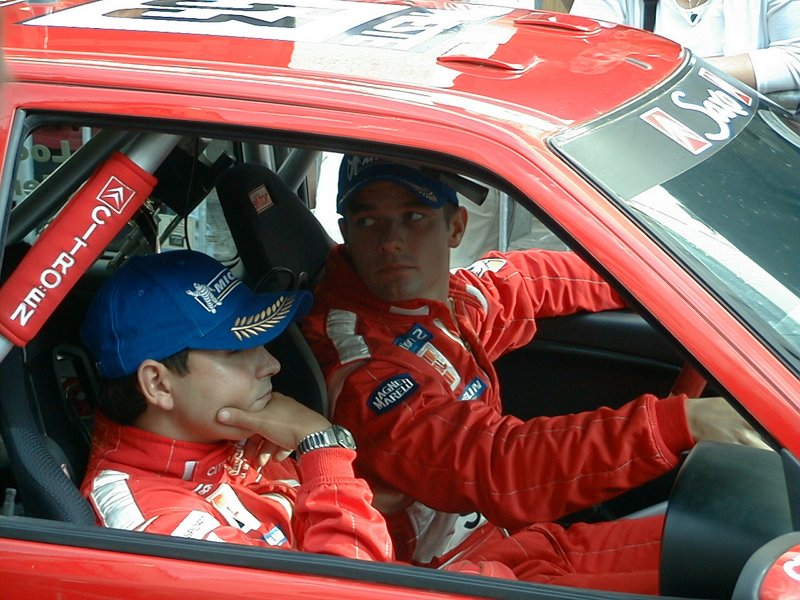
Loeb et Elena au Rallye de Finlande 2001
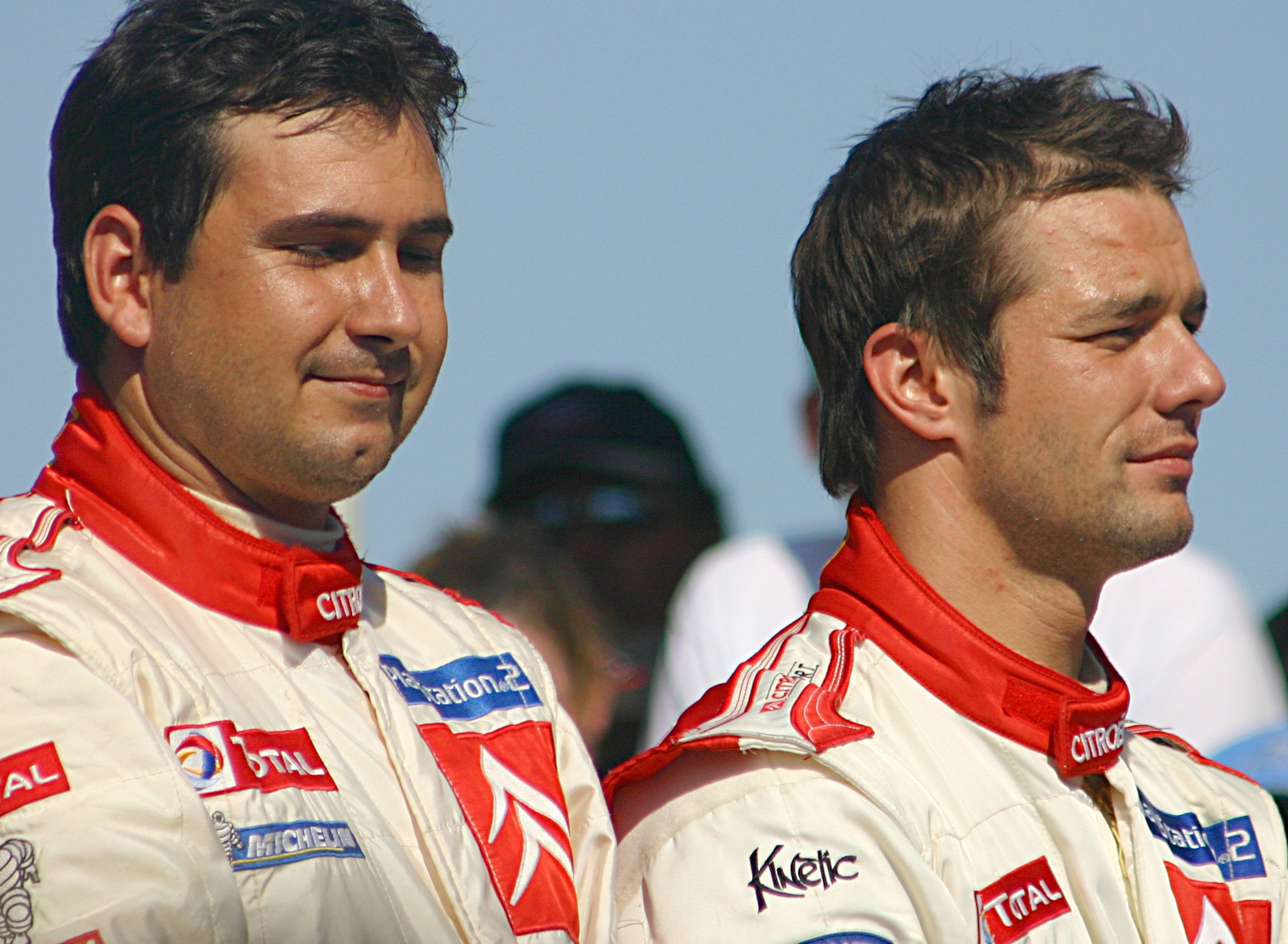
Loeb et Elena au Rallye de Chypre 2005
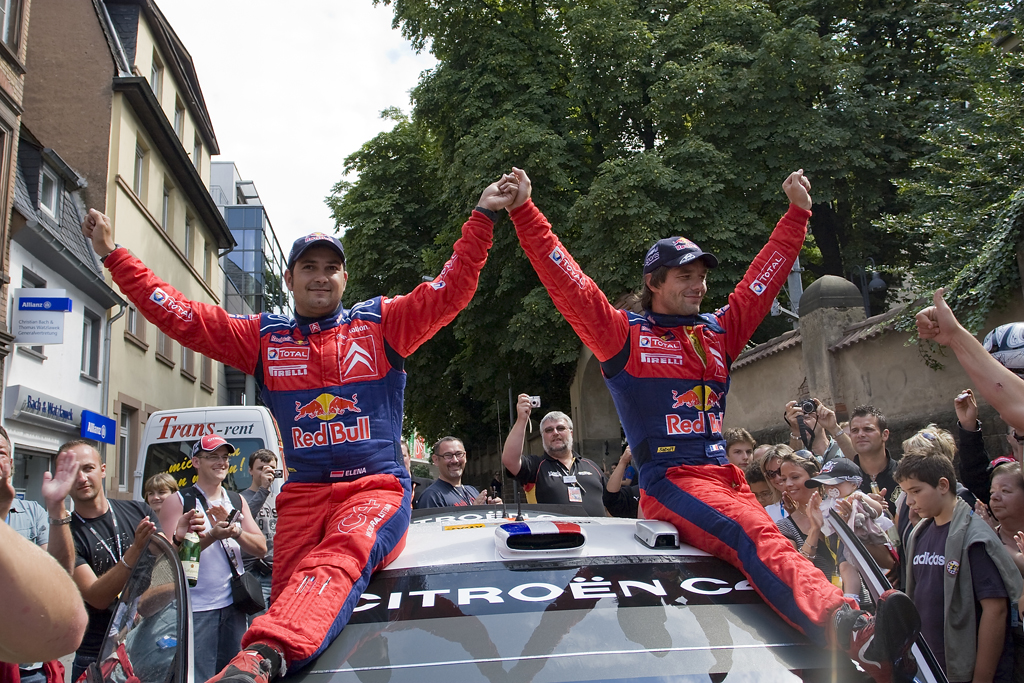
Loeb et Elena au Rallye d'Allemagne 2008
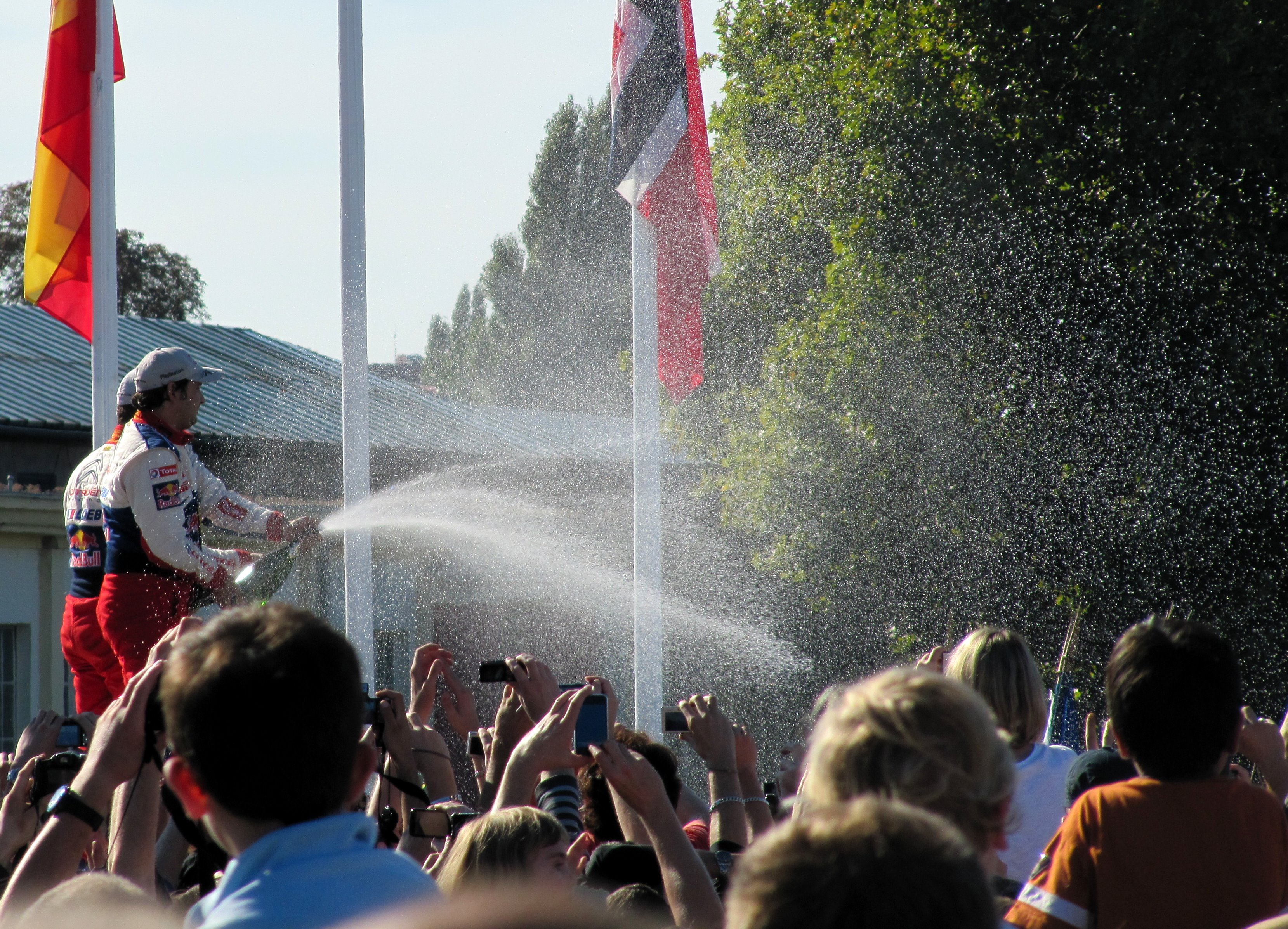
Daniel Elena célébrant la victoire au Rallye d'Alsace 2010

## Palmarès

### Titres
| Saison | Titre                                    | Voiture                | Équipe                         |
| ------ | ---------------------------------------- | ---------------------- | ------------------------------ |
| 2001   | Champion de France des rallyes           | Citroën Xsara Kit Car  | Citroën Sport                  |
| 2001   | Champion du monde des rallyes Super 1600 | Citroën Saxo VTS S1600 | Citroën Sport                  |
| 2004   | Champion du monde des rallyes            | Citroën Xsara WRC      | Citroën Sport                  |
| 2005   | Champion du monde des rallyes            | Citroën Xsara WRC      | Citroën Sport                  |
| 2006   | Champion du monde des rallyes            | Citroën Xsara WRC      | Kronos Total Citroën           |
| 2007   | Champion du monde des rallyes            | Citroën C4 WRC         | Citroën Total World Rally Team |
| 2008   | Champion du monde des rallyes            | Citroën C4 WRC         | Citroën Total World Rally Team |
| 2009   | Champion du monde des rallyes            | Citroën C4 WRC         | Citroën Total World Rally Team |
| 2010   | Champion du monde des rallyes            | Citroën C4 WRC         | Citroën Total World Rally Team |
| 2011   | Champion du monde des rallyes            | Citroën DS3 WRC        | Citroën Total World Rally Team |
| 2012   | Champion du monde des rallyes            | Citroën DS3 WRC        | Citroën Total World Rally Team |

### Résultats en rallye

#### Résultats complets en championnat du monde des rallyes
| Saison | Équipe                                   | Départs | Victoires | Podiums | Abandons | Points | Classement final |
| ------ | ---------------------------------------- | ------- | --------- | ------- | -------- | ------ | ---------------- |
| 1998   | Privé (pilote)                           | 1       | 0         | 0       | 1        | 0      | -                |
| 1999   | Privé                                    | 3       | 0         | 0       | 1        | 0      | -                |
| 2000   | Privé, Grifone                           | 4       | 0         | 0       | 1        | 0      | -                |
| 2001   | PH Sport, Citroën Sport                  | 8       | 0         | 1       | 1        | 6      | 14e              |
| 2002   | Citroën Sport, Piedrafita                | 9       | 1         | 2       | 2        | 18     | 10e              |
| 2003   | Citroën Sport                            | 14      | 3         | 7       | 3        | 71     | 2e               |
| 2004   | Citroën Sport                            | 16      | 6         | 12      | 2        | 118    | Champion         |
| 2005   | Citroën Sport                            | 16      | 10        | 13      | 2        | 127    | Champion         |
| 2006   | Kronos Racing                            | 12      | 8         | 12      | 0        | 112    | Champion         |
| 2007   | Citroën Sport                            | 16      | 8         | 13      | 2        | 116    | Champion         |
| 2008   | Citroën Sport                            | 15      | 11        | 13      | 1        | 122    | Champion         |
| 2009   | Citroën Racing                           | 12      | 7         | 9       | 1        | 93     | Champion         |
| 2010   | Citroën Racing                           | 13      | 8         | 12      | 0        | 276    | Champion         |
| 2011   | Citroën Racing                           | 13      | 5         | 9       | 2        | 222    | Champion         |
| 2012   | Citroën Racing                           | 13      | 9         | 10      | 2        | 270    | Champion         |
| 2013   | Citroën Total Abu Dhabi World Rally Team | 4       | 2         | 3       | 1        | 68     | 8e               |
| 2015   | Citroën Total Abu Dhabi World Rally Team | 1       | 0         | 0       | 0        | 6      | 18e              |
| Total  |                                          | 169     | 78        | 116     | 21       | 1625   | 9 titres         |

#### Résultats détaillés en championnat du monde des rallyes
| Saison | Rallye  | Rallye | Rallye | Rallye | Rallye | Rallye | Rallye | Rallye | Rallye | Rallye | Rallye | Rallye | Rallye | Rallye | Rallye | Rallye | Points | Classement final |
| --- | ------- | ------ | ------ | ------ | ------ | ------ | ------ | ------ | ------ | ------ | ------ | ------ | ------ | ------ | ------ | ------ | ------ | ---------------- |
| 1998 | MON     | SWE    | KEN    | POR    | ESP    | FRA    | ARG    | GRE    | NZL    | FIN    | INA    | ITA    | AUS    | GBR    |        |        | 0      | -                |
| 1998 | 36e [P] | -      | -      | -      | -      | -      | -      | -      | -      | -      | An.    | -      | -      | -      |        |        | 0      | -                |
| |         |        |        |        |        |        |        |        |        |        |        |        |        |        |        |        |        |                  |
| 1999 | MON     | SWE    | KEN    | POR    | ESP    | FRA    | ARG    | GRE    | NZL    | FIN    | CHN    | ITA    | AUS    | GBR    |        |        | 0      | -                |
| 1999 | -       | -      | -      | -      | Ab.[1] | 19e    | -      | -      | -      | -      | -      | 21e    | -      | -      |        |        | 0      | -                |
| |         |        |        |        |        |        |        |        |        |        |        |        |        |        |        |        |        |                  |
| 2000 | MON     | SWE    | KEN    | POR    | ESP    | ARG    | GRE    | NZL    | FIN    | CYP    | FRA    | ITA    | AUS    | GBR    |        |        | 0      | -                |
| 2000 | -       | -      | -      | -      | -      | -      | -      | -      | Ab.[2] | -      | 9e     | 10e    | -      | 38e    |        |        | 0      | -                |
| |         |        |        |        |        |        |        |        |        |        |        |        |        |        |        |        |        |                  |
| 2001 | MON     | SWE    | POR    | ESP    | ARG    | CYP    | GRE    | KEN    | FIN    | NZL    | ITA    | FRA    | AUS    | GBR    |        |        | 6      | 14e              |
| 2001 | 15e     | Ab.[3] | -      | 15e    | -      | -      | 19e    | -      | 28e    | -      | 2e     | 13e    | -      | 15e    |        |        | 6      | 14e              |
| J-WRC 2001 |         |        |        | 1er    |        |        | 1er    |        | 1er    |        | -      | 1er    |        | 1er    |        |        | 50     | 1er (J-WRC)      |
| |         |        |        |        |        |        |        |        |        |        |        |        |        |        |        |        |        |                  |
| 2002 | MON     | SWE    | FRA    | ESP    | CYP    | ARG    | GRE    | KEN    | FIN    | GER    | ITA    | NZL    | AUS    | GBR    |        |        | 18     | 10e              |
| 2002 | 2e      | 17e    | -      | Ab.[4] | -      | -      | 7e     | 5e     | 10e    | 1er    | -      | -      | 7e     | Ab.[2] |        |        | 18     | 10e              |
| |         |        |        |        |        |        |        |        |        |        |        |        |        |        |        |        |        |                  |
| 2003 | MON     | SWE    | TUR    | NZL    | ARG    | GRE    | CYP    | GER    | FIN    | AUS    | ITA    | FRA    | ESP    | GBR    |        |        | 71     | 2e               |
| 2003 | 1er     | 7e     | Ab.[5] | 4e     | Ab.[2] | Ab.[3] | 3e     | 1er    | 5e     | 2e     | 1er    | 13e    | 2e     | 2e     |        |        | 71     | 2e               |
| |         |        |        |        |        |        |        |        |        |        |        |        |        |        |        |        |        |                  |
| 2004 | MON     | SWE    | MEX    | NZL    | CYP    | GRE    | TUR    | ARG    | FIN    | GER    | JPN    | GBR    | ITA    | FRA    | ESP    | AUS    | 118    | 1er              |
| 2004 | 1er     | 1er    | Ab.[6] | 4e     | 1er    | 2e     | 1er    | 2e     | 4e     | 1er    | 2e     | 2e     | 2e     | 2e     | Ab.[2] | 1er    | 118    | 1er              |
| |         |        |        |        |        |        |        |        |        |        |        |        |        |        |        |        |        |                  |
| 2005 | MON     | SWE    | MEX    | NZL    | ITA    | CYP    | TUR    | GRE    | ARG    | FIN    | GER    | GBR    | JPN    | FRA    | ESP    | AUS    | 127    | 1er              |
| 2005 | 1er     | Ab.[3] | 4e     | 1er    | 1er    | 1er    | 1er    | 1er    | 1er    | 2e     | 1er    | 3e     | 2e     | 1er    | 1er    | Ab.[7] | 127    | 1er              |
| |         |        |        |        |        |        |        |        |        |        |        |        |        |        |        |        |        |                  |
| 2006 | MON     | SWE    | MEX    | ESP    | FRA    | ARG    | ITA    | GRE    | GER    | FIN    | JPN    | CYP    | TUR    | AUS    | NZL    | GBR    | 112    | 1er              |
| 2006 | 2e      | 2e     | 1er    | 1er    | 1er    | 1er    | 1er    | 2e     | 1er    | 2e     | 1er    | 1er    | -      | -      | -      | -      | 112    | 1er              |
| |         |        |        |        |        |        |        |        |        |        |        |        |        |        |        |        |        |                  |
| 2007 | MON     | SWE    | NOR    | MEX    | POR    | ARG    | ITA    | GRE    | FIN    | GER    | NZL    | ESP    | FRA    | JPN    | IRL    | GBR    | 116    | 1er              |
| 2007 | 1er     | 2e     | 14e    | 1er    | 1er    | 1er    | Ab.[2] | 2e     | 3e     | 1er    | 2e     | 1er    | 1er    | Ab.[2] | 1er    | 3e     | 116    | 1er              |
| |         |        |        |        |        |        |        |        |        |        |        |        |        |        |        |        |        |                  |
| 2008 | MON     | SWE    | MEX    | ARG    | JOR    | ITA    | GRE    | TUR    | FIN    | GER    | NZL    | ESP    | FRA    | JPN    | GBR    |        | 122    | 1er              |
| 2008 | 1er     | Ab.[2] | 1er    | 1er    | 10e    | 1er    | 1er    | 3e     | 1er    | 1er    | 1er    | 1er    | 1er    | 3e     | 1er    |        | 122    | 1er              |
| |         |        |        |        |        |        |        |        |        |        |        |        |        |        |        |        |        |                  |
| 2009 | IRL     | NOR    | CYP    | POR    | ARG    | ITA    | GRE    | POL    | FIN    | AUS    | ESP    | GBR    |        |        |        |        | 93     | 1er              |
| 2009 | 1er     | 1er    | 1er    | 1er    | 1er    | 4e     | Ab.[7] | 7e     | 2e     | 2e     | 1er    | 1er    |        |        |        |        | 93     | 1er              |
| |         |        |        |        |        |        |        |        |        |        |        |        |        |        |        |        |        |                  |
| 2010 | SWE     | MEX    | JOR    | TUR    | NZL    | POR    | BUL    | FIN    | GER    | JPN    | FRA    | ESP    | GBR    |        |        |        | 276    | 1er              |
| 2010 | 2e      | 1er    | 1er    | 1er    | 3e     | 2e     | 1er    | 3e     | 1er    | 5e     | 1er    | 1er    | 1er    |        |        |        | 276    | 1er              |
| |         |        |        |        |        |        |        |        |        |        |        |        |        |        |        |        |        |                  |
| 2011 | SWE     | MEX    | POR    | JOR    | ITA    | ARG    | GRE    | FIN    | GER    | AUS    | FRA    | ESP    | GBR    |        |        |        | 222    | 1er              |
| 2011 | 6e      | 1er    | 2e     | 3e     | 1er    | 1er    | 2e     | 1er    | 2e     | 10e    | Ab.[3] | 1er    | Ab.[1] |        |        |        | 222    | 1er              |
| |         |        |        |        |        |        |        |        |        |        |        |        |        |        |        |        |        |                  |
| 2012 | MON     | SWE    | MEX    | POR    | ARG    | GRE    | NZL    | FIN    | GER    | GBR    | FRA    | ITA    | ESP    |        |        |        | 270    | 1er              |
| 2012 | 1er     | 6e     | 1er    | Ab.[4] | 1er    | 1er    | 1er    | 1er    | 1er    | 2e     | 1er    | Ab.[7] | 1er    |        |        |        | 270    | 1er              |
| |         |        |        |        |        |        |        |        |        |        |        |        |        |        |        |        |        |                  |
| 2013 | MON     | SWE    | MEX    | POR    | ARG    | GRE    | ITA    | FIN    | GER    | AUS    | FRA    | ESP    | GBR    |        |        |        | 68     | 8e               |
| 2013 | 1er     | 2e     | -      | -      | 1er    | -      | -      | -      | -      | -      | Ab.[4] | -      | -      |        |        |        | 68     | 8e               |
| |         |        |        |        |        |        |        |        |        |        |        |        |        |        |        |        |        |                  |
| 2015 | MON     | SWE    | MEX    | ARG    | POR    | ITA    | POL    | FIN    | GER    | AUS    | FRA    | ESP    | GBR    |        |        |        | 6      | 18e              |
| 2015 | 8e      | -      | -      | -      | -      | -      | -      | -      | -      | -      | -      | -      | -      |        |        |        | 6      | 18e              |
| |         |        |        |        |        |        |        |        |        |        |        |        |        |        |        |        |        |                  |
| [P] Rallye disputé comme pilote Motifs des abandons : 1. Accident 2. Mécanique 3. Moteur 4. Tonneau(x) 5. Panne d'essence 6. Carter d'huile 7. Sortie de route |         |        |        |        |        |        |        |        |        |        |        |        |        |        |        |        |        |                  |

### Résultats en Intercontinental Rally Challenge
| 2011                            | MON     | CAN | COR | UKR | BEL | AÇO | CZE | HUN | ITA | GBR | CHY | 0 | - |  |  |  |  |  |
| 2011                            | 52e [P] | -   | -   | -   | -   | -   | -   | -   | -   | -   | -   | 0 | - |  |  |  |  |  |
|                                 |         |     |     |     |     |     |     |     |     |     |     |   |   |  |  |  |  |  |
| [P] Rallye disputé comme pilote |         |     |     |     |     |     |     |     |     |     |     |   |   |  |  |  |  |  |

#### Résultats Rallye Dakar
| Année | Résultat | Victoire étapes | Constructeur | Pilote         |
| ----- | -------- | --------------- | ------------ | -------------- |
| 2016  | 9e       | 4               | Peugeot      | Sébastien Loeb |
| 2017  | 2e       | 5               | Peugeot      | Sébastien Loeb |
| 2018  | Abandon  | 1               | Peugeot      | Sébastien Loeb |
| 2019  | 3e       | 5               | Peugeot      | Sébastien Loeb |

## Anecdote
- En 2013 il a été le pilote de Nicolas Schatz -alors quadruple champion de France de la montagne- au Rallye des Vins-Mâcon sur voiture « 00 » Citroën DS3 R3 du team Chardonnet, épreuve organisée par l'ASA du même nom où ce dernier est licencié[2].
- En 2014, il pilote la voiture « 00 » lors du Rallye du Var, avec pour copilote Olivier Campana. Il participe donc en même temps sur le même rallye que Sébastien Loeb, alors vainqueur.
- En 2010, il se rend à la remise des prix de la FFSA en Simca 1000 Rallye III.
- Fervent défenseur des copilotes, il s'est battu pendant des années, après que David Richards a fait enlever le nom des copilotes sur la voiture, pour reconnaître le rôle légitime des copilotes. À ce jour, le nom des copilotes est toujours présent sur les autos.

## Distinctions
- Lauréat du Prix Roland Peugeot en 2006, décerné par l'Académie des sports pour le plus bel exploit sportif annuel d'un français dans les sports mécaniques[3].
- Champion des champions français par L'Équipe en 2007 et 2009 (2e en 2010, 3e en 2011) partagé avec Sébastien Loeb
- Monégasque le plus titré, tous sports confondus